# 오카야마 전기궤도 히가시야마 본선

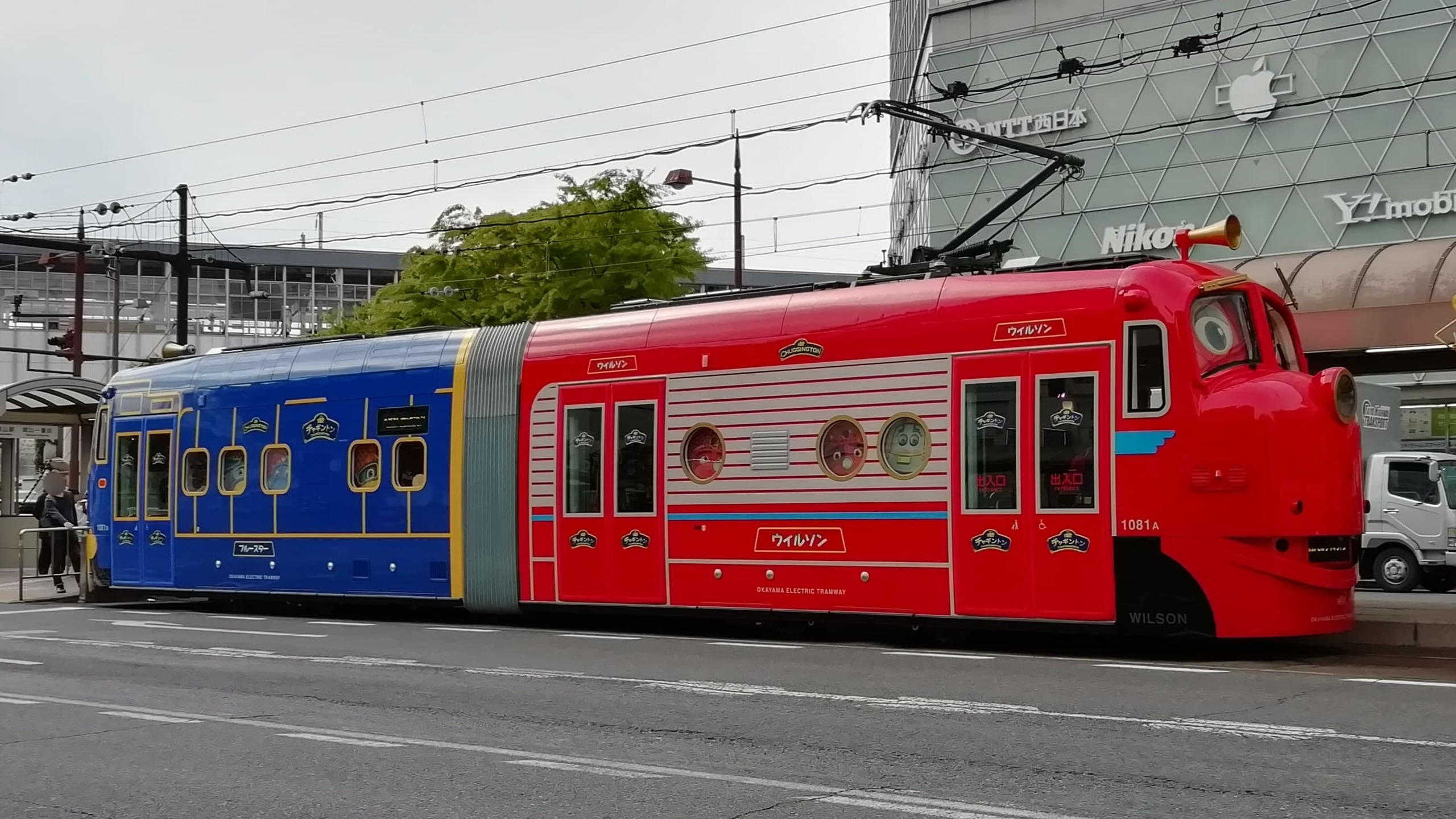
차량

히가시야마 본선(東山本線)은, 오카야마현 오카야마시 기타구의 오카야마에키마에 정류장에서 동시 나카구의 히가시야마·오카덴 박물관역 정류장까지를 연결하는 오카야마 전기 궤도의 노선이다. 정식 노선명은 히가시야마 본선이지만, 단순히 히가시야마선이라고 불리고 있다.

## 노선 개요
오카야마의 시가지를 크랭크 모양으로 달려 오카야마역과 차고가 있는 히가시야마・오카덴 박물관역을 연결하고 있다. 전선이 병용 궤도의 노면 전차이다. 넓은 교차로가 있는 도중에 야나가와 정류장에서 기요키바시선이 분기하고 있다. 오카야마성이나 고라쿠엔의 가장 가까운 성하 정류장에서는 남하한다. 성하 정류장에서는 한때 고라쿠엔 앞을 거쳐 번초 정류장에 이르는 번초선이 1968년까지 분기하고 있었다. 니시다이지마치·오카야마 예술 창조극장 하레노와 앞 정류장에서는 동진하여 아사히카와에 가는 3개의 다리를 건너 히가시야마·오카덴 박물관 역에 이른다.
대부분의 정류장에서 홈이나 가로장이 정비되어 안전성이 확보되고 있지만, 고바시와 나카노언은 도로가 좁아 홈의 설치를 할 수 없기 때문에, 현재도 도로상에 승강장소의 표시가 있을 뿐이다. 또한 교바시는 임시 정류장이기 때문에 영업일에만 표시가 설치된다.

### 노선 데이터
- 노선 거리(영업 킬로미터): 3.1km
- 궤간: 1067mm
- 정류장수:11(기종점·임시 정류장 포함한다)
- 복선 구간: 전선
- 전기 구간: 전선(직류 600V)

## 운행 형태
히가시야마 본선을 달리는 전철은 2 계통 있어, 오카야마 역 앞 - 히가시야마·오카덴 박물관 역 사이를 달리는 히가시야마선의 전철 외, 오카야마 역 앞 - 야나가와간에는 기요테이바시선의 전철도 달리고 있다. 대개, 히가시야마선은 5분 간격의 운전(평일 아침 7시대 - 8시대 전반과 저녁 17시대의 일부는 3 - 4분 간격), 기요키바시선은 10분 간격으로, 정체 등이 없으면 오카야마역 앞 - 히가시야마·오카덴 박물관역 간의 소요시간은 약 15분이다.

## 운임
| 구간      | 어른  | 어린이 |
| --------- | ----- | ------ |
| 모든 구간 | 140엔 | 70엔   |

## 정류장 목록
| 역번호   | 역명                                                      | 일본어역명                                 | 주변 시설 | 환승 노선 | 위치       | 위치       | 위치   |
| -------- | --------------------------------------------------------- | ------------------------------------------ | --- | --- | ---------- | ---------- | ------ |
| H01 S01  | 오카야마에키마에 정류장                                   | 岡山駅前停留場                             | - 오카야마역 앞 상가(스카이몰 21) - ICOTNICOT(구 도레미의 거리) - 오카야마 다카시마야 - 멜파(도에이계 영화관) - 오카야마 이치반가(오카야마역 지하가) - 미즈호 은행 오카야마 지점 - 미쓰이 스미토모 은행 오카야마 지점 - 오카야마 워싱턴 호텔 | JR 서일본 산요 신칸센 ■ 산요 본선 ■ 아코 선 ■ 하쿠비 선 ■ 우노 선 ■ 세토대교 선 ■ 쓰야마 선 ■ 기비 선 : 오카야마역 | 오카야마현 | 오카야마시 | 기타구 |
| H02 S02  | 니시카와 녹도 공원 정류장                                 | 西川緑道公園停留場                         | - 니시카와 녹도 공원 - 니시카와 우체국 | | 오카야마현 | 오카야마시 | 기타구 |
| H03 S03  | 야나가와 정류장                                           | 柳川停留場                                 | - 그레이 타워 - 히로시마 은행 오카야마 지점 | 오카야마 전기궤도：세이키바시선 (S03)                                                                              | 오카야마현 | 오카야마시 | 기타구 |
| H04      | 성하 정류장                                               | 城下停留場                                 | - 오카야마 심포니 홀 - 오카야마시민회관 - 오카야마 오모테마치 상가(1가) - 오카야마 현립 미술관 - 오카야마 시립 오리엔트 미술관 - 시네마 클레어(상설 영화관) - 고라쿠엔 - 오카야마 성                                                         | | 오카야마현 | 오카야마시 | 기타구 |
| H05      | 현청 거리 정류장                                          | 県庁通り停留場                             | - 텐만야 오카야마 본점 - 오카야마현 청사 - 오카야마 현립 도서관 - 중국은행 본점 | | 오카야마현 | 오카야마시 | 기타구 |
| H06      | 니시다이지마치・오카야마 예술 창조극장 하레노와 앞 정류장 | 西大寺町・岡山芸術創造劇場ハレノワ前停留場 | - 오카야마 예술 창조 극장 하레노와 | | 오카야마현 | 오카야마시 | 기타구 |
| (임시역) | 교바시 정류장                                             | 京橋停留場                                 | - 아사히카와 하천 부지 | | 오카야마현 | 오카야마시 | 기타구 |
| H07      | 고바시 정류장                                             | 小橋停留場                                 | - 오카야마시 복지 문화 회관 - 오카야마 시립 시민 문화 홀 | | 오카야마현 | 오카야마시 | 나카구 |
| H08      | 나카노언 정류장                                           | 中納言停留場                               | - 국청사 | | 오카야마현 | 오카야마시 | 나카구 |
| H09      | 몬다 저택 정류장                                          | 門田屋敷停留場                             | - 오카야마 협립 병원 | | 오카야마현 | 오카야마시 | 나카구 |
| H10      | 히가시야마·오카덴 박물관역 정류장                         | 東山・おかでんミュージアム駅停留場         | 오카야마 전기 궤도 본사·전철 영업부·히가시야마 차고 료비플라츠 히가시야마점 히가시야마 공원 | | 오카야마현 | 오카야마시 | 나카구 |